# Glory Onome Nathaniel
Glory Onome Nathaniel (* 23. Januar 1996 in Enwhe) ist eine nigerianische Hürdenläuferin, die sich auf die 400-Meter-Distanz spezialisiert hat.

## Sportliche Laufbahn
Erste internationale Erfahrungen sammelte Glory Onome Nathaniel bei den Leichtathletik-Jugendafrikameisterschaften 2013 im heimischen Warri, bei denen sie in 62,04 s die Goldmedaille gewann. Damit qualifizierte sie sich für die Jugendweltmeisterschaften in Donezk, bei denen sie aber mit 67,06 s in der ersten Runde ausschied. Zwei Jahre später gewann sie bei den Juniorenafrikameisterschaften in Addis Abeba in 60,51 s die Bronzemedaille. 2017 gewann sie bei den Islamic Solidarity Games in Baku in 55,90 s die Silbermedaille im Hürdenlauf hinter der Bahrainerin Kemi Adekoya. Auch mit der 4-mal-100-Meter-Staffel und der 4-mal-400-Meter-Staffel konnte sie sich die Silbermedaille sichern. Sie qualifizierte sich auch für die Weltmeisterschaften in London, bei denen im Halbfinale disqualifiziert wurde. Mit der Staffel gelangte sie mit 3:26,72 min im Finale auf den fünften Rang. 2018 nahm sie erstmals an den Commonwealth Games im australischen Gold Coast teil und wurde dort in 56,39 s Sechste im Hürdenlauf und gewann mit der Staffel in 3:25,29 min die Silbermedaille hinter den Jamaikanerinnen. Im August siegte sie bei den Afrikameisterschaften im heimischen Asaba in 55,53 s. Anschließend wurde sie auf die verbotene Substanz Stananzolol getestet, ihre Goldmedaille von den Afrikameisterschaften aberkannt und sie wurde vom Weltverband gesperrt.
Nathaniel absolvierte ein Studium an der Tai Solarin University of Education.

## Bestleistungen
- 400 Meter: 52,08 s, 17. März 2018 in Abuja
- 400 m Hürden: 55,01 s, 10. April 2018 in Gold Coast